# Família Faina
A família Faina é uma pequena família de asteroides localizados no cinturão principal. A família foi nomeada devido ao primeiro asteroide que foi classificado neste grupo, o 751 Faina.

## Os maiores membros desta família
| Nome      | Diâmetro | Semieixo maior | Inclinação orbital | Excentricidade orbital | Ano da descoberta |
| --------- | -------- | -------------- | ------------------ | ---------------------- | ----------------- |
| 751 Faina | 110,5 km | 2,550 UA       | 15,615 °           | 0,153                  | 1913              |